# Мурадян, Григор
Григор Мурадян (арм. Գրիգոր Մուրադյան; род. 6 августа 2002, Ахалкалаки) — армянский футболист, нападающий.

## Карьера

### «Арарат» Ереван

#### Начало карьеры
Воспитанник армянской футбольной академии «Аван». В январе 2020 года футболист перешёл в ереванский «Арарат», присоединившись ко второй команде клуба, вместе с которой выступал в Первой лиге. За основную команду клуба футболист дебютировал 19 сентября 2020 года в матче Кубка Армении против клуба «Севан», выйдя на замену на 71 минуте. На протяжении сезона футболист продолжал выступать за второй состав клуба. Дебютный матч в чемпионате футболист сыграл 28 мая 2021 года против клуба «Ширак», выйдя на замену на 70 минуте. По итогу сезона футболист вместе с клубом завершил чемпионат на итоговом четвёртом месте в турнирной таблице. За вторую команду ереванского клуба футболист успел отличиться 2 забитыми голами и результативной передачей.

#### Аренда в ЦСКА Ереван
В июле 2021 года футболист на правах арендного соглашения присоединился к ереванскому ЦСКА, соглашение с которым было рассчитано до конца сезона. В клубе футболист сразу же был отправлен в расположение второй команды. Дебютный матч за клуб футболист сыграл 7 августа 2021 года против клуба «Ширак», выйдя на поле в стартовом составе. В следующем матче 12 августа 2021 года против клуба «Урарту-2» футболист отличился своими дебютными забитыми голами, оформив дубль. На протяжении первой половины сезона футболист выступал за ереванский клуб в роли одного из основных игроков, однако за основную комануд клуба так и не дебютировал. В начале января 2022 года футболист покинул клуб, расторгнув арендное соглашение. В июле 2022 года футболист покинул и ереванский  «Арарат».

### «Ширак»
В сентябре 2022 года футболист на правах свободного агента присоединился к клубу «Ширак».Дебютировал за клуб футболист 1 октября 2022 года в матче против клуба «Лернаин Арцах», выйдя на замену на 80 минуте. Затем футболист сразу же отправился выступать за вторую команду клуба. Дебютный матч за второй состав футболист сыграл 10 октября 2022 года против клуба «Арарат-Армения-2», выйдя на замену в начале второго тайма. На протяжении первой половины сезона футболист также продолжал попадать в заявку основной команды клуба, однако продолжал выступать за второй состав, но результативными действиями так и не отличился. За основную команду в общем футболист сыграл по матчу в чемпионате и Кубке Армении. В декабре 2022 года футболист покинул клуб.

### «Волна» Пинск
В марте 2023 года футболист на правах свободного агента присоединился к белорусской «Волне». Дебютировал за клуб футболист 1 апреля 2023 года в матче против клуба «Жодино-Южное», выйдя на поле в стартовом составе. Первым результативным действием за клуб футболист отличился 23 апреля 2023 года в матче против «Лиды», отдав голевую передачу. Дебютными голами за клуб отличился 31 мая 2023 года в матче Кубка Беларуси против дзержинского клуба «Единство», оформив дубль. Первый гол в рамках чемпионата забил 11 августа 2023 года в матче против «Жодино-Южного». По итогу сезона футболист вместе с клубом завершил чемпионат на итоговом восьмом месте. На протяжении сезона футболист выступал за клуб в роли одного из основных игроков, отличившись 3 забитыми голами и результативной передачей. В декабре 2023 года футболист покинул клуб.

### «Ван» Чаренцаван
В феврале 2024 года футболист на правах свободного агента перешёл в черенцаванский клуб «Ван». Начинал свой сезон за клуб футболист как игрок скамейки запасных. Дебютировал за клуб футболист 6 апреля 2024 года в матче против ереванского ЦСКА, выйдя на замену на 80 минуте. По итогу сезона футболист вместе с клубом завершил чемпионат на итоговом предпоследнем месте. На протяжении сезона футболист оставался в клубе в роли игрока замены, так и не закрепившись в основной команде, за которую успел провести всего лишь 3 матча, результативными действиями не отличившись. По окончании сезона футболист покинул клуб.

### «Гандзасар» Капан
В августе 2024 года футболист на правах свободного агента перешёл в капанский клуб «Гандзасар». Дебютировал за клуб футболист 31 августа 2024 года в матче против клуба «Урарту», выйдя на замену на 90 минуте. Свой первый матч, в котором футболист вышел на поле в стартовом составе, сыграл 2 декабря 2024 года против клуба «Пюник». На протяжении первой половины сезона футболист выступал за капанский клуб в роли игрока замены, однако результативными действиями отличиться так и не смог. В декабре 2024 года футболист покинул клуб.

### «Нива» Долбизно
В марте 2025 года футболист на правах свободного агента присоединился к белорусскому клубу «Нива», подписав контракт до конца сезона. Дебютировал за клуб футболист 6 апреля 2025 года в матче против борисовского БАТЭ-2, выйдя на замену на 63 минуте. На протяжении первой половины сезона футболист выступал за клуб преимущественно в роли игрока замены, результативными действиями не отличившись. В конце мая 2025 года футболист покинул белорусский клуб, расторгнув контракт по соглашению сторон.

## Достижения
«Арарат» Ереван
- Обладатель Кубка Армении: 2020/21